# Transiranska järnvägen

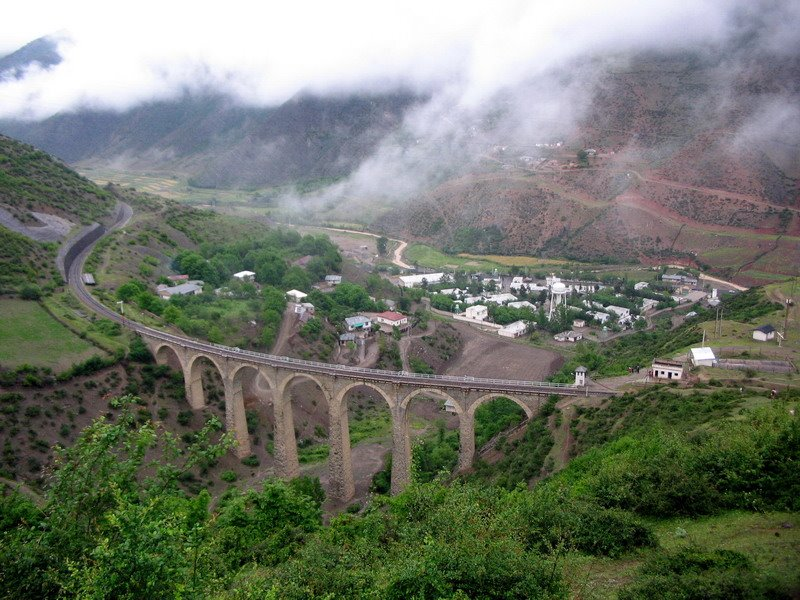
Transiranska järnvägen går genom provinsen Mazandaran

Transiranska järnvägen (persiska: راه‌آهن سراسری ایران) är en järnvägslinje som påbörjades i Iran 1927 och avslutades 1938 i ett stort järnvägsprojekt, under ledning av landets monark Reza Pahlavi. Den byggdes helt och hållet med inhemskt kapital och förbinder huvudstaden Teheran med Bandar Shahpur (nuvarande Bandar-e Emam Khomeini i Khuzestan) vid Persiska viken i söder och Bandar Shah (nuvarande Bandar-e Torkaman i Golestan) vid Kaspiska havet i norr, via städerna Ahvaz och Qom. Den omfattade ursprungligen 1400 km och kostade med stationsbyggnader ca 400 miljoner svenska kronor.

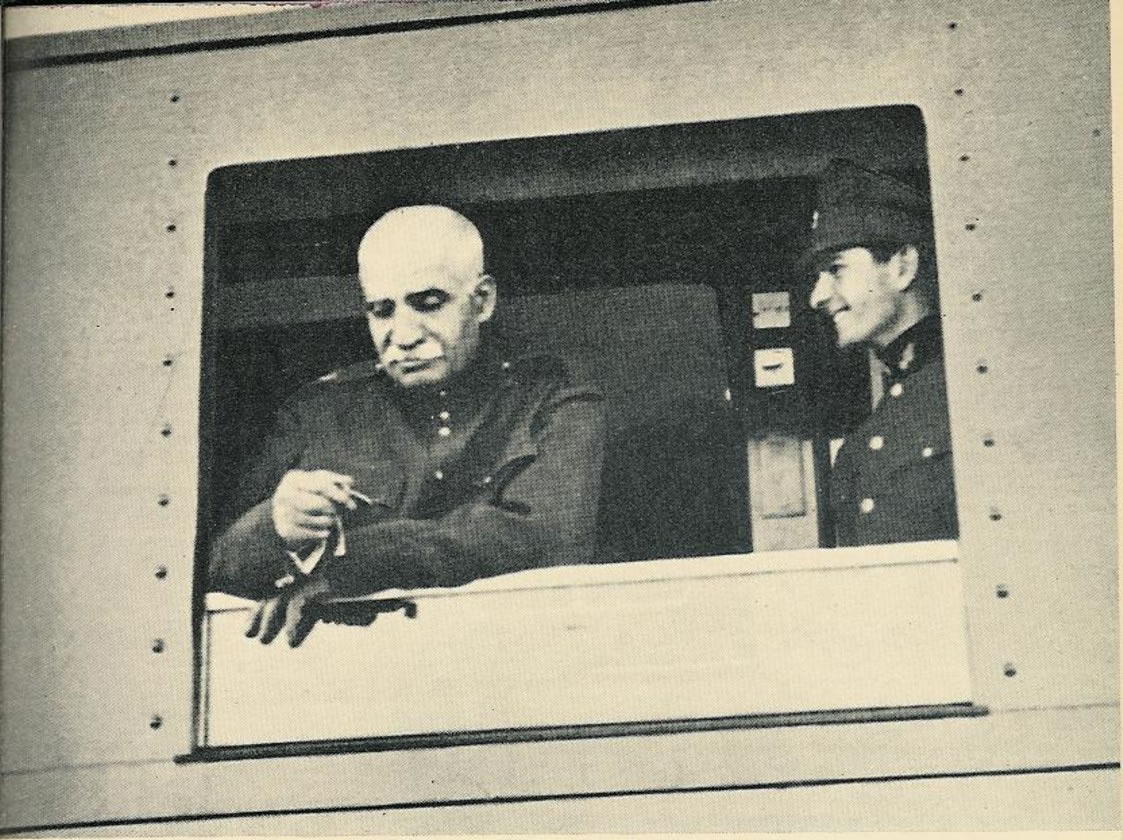
Reza Pahlavi och hans son Mohammad Reza kontrollerar ett tågs ankomsttid på den transiranska järnvägen 1937

## Sveriges roll i arbetet
Den transiranska järnvägen konstruerades i huvudsak av tyska och danska ingenjörer. De danska ingenjörerna arbetade för den danska firman Kampsax i samarbete med svenska Nohab. Sverige försåg den transiranska järnvägen med lok och vagnar som tillverkades i Trollhättan. Ett tjugotal svenska ingenjörer deltog i arbetet med den stora järnvägen. Brobyggnader utgjorde de dominerande arbetsobjekten för Svenska Entreprenad Aktiebolaget (Sentab).
En av de svenskar som arbetade i Iran med järnvägsbyggnation var Ernst Edestad. Han var avdelningsingenjör för studier av järnvägsbyggnation i Iran 1932–1933, biträdande byråingenjör vid den Transiranska järnvägen 1933–1935 och biträdande överingenjör där 1935–1940 samt överingenjör för studier av nya järnvägslinjer i Iran 1940–1941. En annan svensk var ingenjör Sixten Nilsson som förestod en järnvägsverkstad i staden Ahvaz på 1930-talet.

## Storpolitisk roll under det andra världskriget

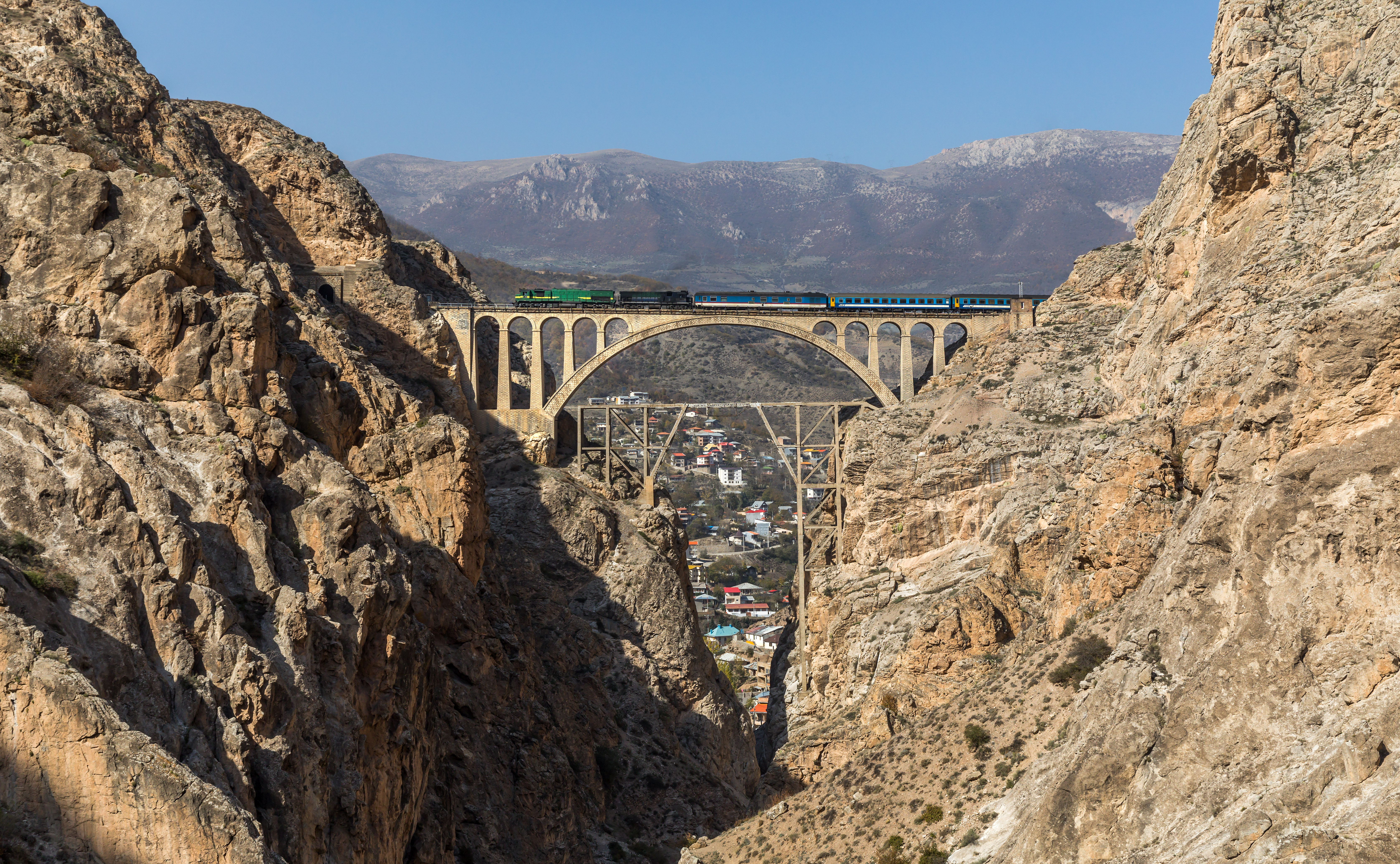
Veresk bågbro i kommunen Savadkuh är den längsta brokonstruktionen på den transiranska järnvägen

Storbritannien och Sovjetunionen invaderade Iran 1941 och avsatte Reza Pahlavi från tronen och tvingade honom i exil. De allierade uppgav initialt att deras anledning till att invadera landet var att den iranska regeringen var alltför vänligt inställd mot Tyskland. Men ett ännu viktigare skäl var den transiranska järnvägens nyckelroll för transport av trupper och varor i Sydvästasien. Trots att Iran under Reza Pahlavi förblev neutralt invaderade de allierade Iran i syfte att transportera iransk olja till Storbritannien, och förnödenheter till Sovjetunionen. Järnvägen blev också av vital betydelse för de engelska och amerikanska krigsmaterialleveranserna till Sovjetunionen under det andra världskriget.

## Förlängning av järnvägen
1961, under Reza Shahs son Mohammad Reza Pahlavi, förlängdes den transiranska järnvägen från Bandar Shah till en ny ändstation i Gorgan. Under shahens jordreform 1963, som en del av den Vita revolutionen, utökades den till att också förbinda Teheran med Mashhad, Tabriz och Isfahan.
2014 färdigställdes järnvägsförbindelsen Kazakstan-Turkmenistan-Iran, en del av en internationell transportkorridor som förbinder Centralasien med Iran.

## Världsarv
Den ursprungliga Bandar Shahpur-till-Bandar Shah-rutten utsågs till UNESCO:s världsarvslista i juli 2021.